# Аржанов, Дмитрий Александрович
Дмитрий Александрович Аржанов (род. 14 августа 1972 года, Горький, СССР) — российский предприниматель, занимающийся бизнесом в энергосбытовой сфере и агропромышленном комплексе, а также инвестирующий в нефтепереработку и девелопмент во Вьетнаме. По оценкам русского издания журнала Forbes, российские активы Аржанова могут стоить около $1 млрд. Председатель Попечительского совета Союза конькобежцев России.

## Биография
Дмитрий Александрович Аржанов родился 14 августа 1972 года в городе Горький (ныне — Нижний Новгород). Окончил школу № 149. В юности был комсомольским активистом.
В 1990 году Дмитрий Аржанов поступил на радиофизический факультет Нижегородского государственного университета, однако не окончил его, увлёкшись предпринимательской и общественно-политической деятельностью. Во время учёбы в университете Аржанов познакомился с действующим на тот момент губернатором Нижегородской области Борисом Немцовым.
В 1993 году (в возрасте 21 года) студент Дмитрий Аржанов, уже будучи помощником губернатора Немцова, был назначен заместителем председателя правления Волго-Вятского Проминбанка, созданного на деньги нижегородских бизнесменов и ставшего уполномоченным банком по управлению бюджетными средствами. Этот банк финансировал предвыборную кампанию «Союза Весна» — политической организации, созданной весной 1994 года в Нижнем Новгороде Дмитрием Аржановым, Вадимом Булавиновым (депутат Государственной Думы (в 1993—1995, 1999—2002 и начиная с 2010 года)) и Абдул-Хамидом Садековым для участия в выборах в местные представительные органы власти. Всероссийское движение избирателей «Союз Весна» ориентировалось на поддержку действующего на тот момент губернатора Нижегородской области Бориса Немцова.
В 1994 году в возрасте 22 лет Дмитрий Аржанов был избран депутатом регионального парламента и стал самым молодым депутатом за всю историю Законодательного собрания Нижегородской области. После окончания срока депутатских полномочий в 1998 году Дмитрий Аржанов в течение нескольких лет руководил выборными кампаниями в разных регионах России. Однако затем политической деятельности Дмитрий Аржанов предпочёл бизнес.
С февраля 2004 года по январь 2006 года Дмитрий Аржанов являлся исполнительным директором ОАО «Нижноватомэнергосбыт», затем был первым заместителем генерального директора ООО «Межрегиональная энергосбытовая компания».

## ПАО ГК «ТНС энерго»
В августе 2006 года владелец энергоснабжающей организации ООО «Транснефтьсервис С» Александр Рубанов, близкий к председателю правления РАО «ЕЭС России» Анатолию Чубайсу, пригласил Аржанова в свою компанию на пост заместителя генерального директора по развитию. Эта компания занималась обеспечением электроэнергией магистральных нефтепроводов ОАО «АК „Транснефть“». Во второй половине 2000-х годов компания стала расширять сферу своей деятельности, начав скупать энергосбытовые предприятия различных регионов России. С 22 сентября 2007 года — исполняющий обязанности генерального директора ОАО «Нижегородская сбытовая компания», дочерней структуры «Транснефтьсервис С». 15 апреля 2008 года избран генеральным директором этой компании.
В октябре 2009 года возвращается в ООО «Транснефтьсервис С», став заместителем генерального директора этой компании по развитию. В том же году Аржанов выкупил у части прежних владельцев 50 % долей ООО «Транснефтьсервис С», исходя из оценки всей компании в $120–150 млн. 1 февраля 2010 года — генеральный директор ООО «Транснефтьсервис С». В 2011 году Аржанов выкупил оставшиеся 50 % долей, став единоличным собственником компании.
Благодаря своим приобретениям за пять лет ООО «Транснефтьсервис С» превратилась в холдинг, занимавшийся энергообеспечением населения и прочих потребителей в восьми регионах страны. По итогам 2011 года консолидированная выручка компании превысила 170 млрд рублей. В августе 2012 года ООО «Транснефтьсервис С» было преобразовано в ООО «Группа компаний „ТНС энерго“». В мае 2013 года компания была акционирована, превратившись в ОАО «Группа компаний „ТНС энерго“».
В декабре 2014 года ОАО ГК «ТНС энерго» было переименовано в ПАО ГК «ТНС энерго».
В феврале 2017 года Дмитрий Аржанов оставил пост генерального директора ПАО ГК «ТНС энерго».

## Группа компаний «АФГ Националь»
Работая в энергосбытовой сфере, Аржанов одновременно занялся агробизнесом. В 2006 году основанная при его участии компания AF-Group стала скупать земли в южных регионах России. На конец 2012 года AF-Group контролировала 57,5 тыс. га сельхозземель в Краснодарском крае и Ростовской области, которые в основном использовались для выращивания риса. Также компании принадлежали два элеватора, способные хранить около 60 тыс. тонн риса-сырца, и четыре крупяных завода, способных вырабатывать 300 тонн рисовой крупы. В начале 2013 года AF-Group объединилась с одним из крупнейших в России производителей фасованных круп — компанией «Ангстрем». В результате была создана Группа компаний «АФГ Националь», ставшая абсолютным лидером в России по выращиванию и переработке риса.

## ООО «Вунг Ро Петролеум» Вьетнам
В 2011 году Дмитрий Аржанов возглавил совет директоров вьетнамской компании Vung Ro Petroleum Company Ltd. В 2013 году компания представила на международном инвестиционном форуме коммерческой недвижимости MIPIM Asia-2013 сразу два проекта. Один из них предусматривает на берегах залива Вунг Ро провинции Фуйен строительство нефтеперерабатывающего завода, который будет производить 8 млн тонн нефтепродуктов в год. «Вунг Ро Петролеум» — первое и пока единственное предприятие в топливно-энергетическом комплексе Вьетнама, на 100 % принадлежащее частному иностранному инвестору. Завод включён в число объектов, обеспечивающих энергетическую безопасность страны. Помимо нефтепродуктов, завод будет заниматься производством минеральных удобрений на основе нефтехимии. Кроме строительства нефтеперерабатывающего завода, Vung Ro Petroleum Company Ltd намерена осуществить на берегах всё того же залива Вунг Ро крупный девелоперский проект, в рамках которого будут сооружены морские причалы, отели с более чем 760 номерами, 4300 резиденций и апартаментов, 100 таунхаусов, а также сеть магазинов и бутиков. Компания была награждена серебряной медалью конкурса MIPIM Asia Awards.

## Уголовное дело
2 ноября 2020 года был заключён под стражу по подозрению в совершении преступления по части 4 статьи 159 УК РФ (мошенничество в особо крупном размере). По данным МВД России, руководители «ТНС энерго» и других организаций с 2011 года похищали деньги конечных потребителей электричества, которые должны были поступить поставщику — электросетевой компании. Ранее по делу были задержаны четыре человека: Сергей Афанасьев, Борис Щуров, София Афанасьева и Джамил Дашин. Дмитрий Аржанов, таким образом, стал пятым. Подозреваемым инкриминируется хищение 5,5 миллиарда рублей у энергокомпании «МРСК Центра и Приволжья». «Мошенничество, как констатировали в МВД РФ, привело к „существенному увеличению тарифов для конечных потребителей“ в Нижегородской области, недофинансированию ремонта электросетей и оборудования, а также снижению надёжности всей системы».

## Награды
В 2012 году за большой личный вклад в создание третьего по величине и значимости православного колокола России, установленного на территории кафедрального собора Александра Невского в Нижнем Новгороде в честь 400-летия подвига Минина и Пожарского, Дмитрий Аржанов был удостоен ордена преподобного Серафима Саровского III степени. В том же году Указом губернатора Тульской области награждён медалью «За милосердие».
За вклад в развитие энергетики Республики Марий Эл Дмитрий Александрович Аржанов был награждён орденом «За заслуги перед Марий Эл» II степени. Также ему присвоено почётное звание «Заслуженный энергетик Республики Марий Эл» (2015).
В 2015 году отмечен Почётным знаком губернатора Пензенской области «За благотворительность и меценатство».
В 2017 году награждён медалью Новороссийской Епархии священномученика Димитрия пресвитера Геленджикского I степени.
В 2019 году удостоен Архиерейской Грамоты «За весомый вклад в деле благоукрашения храма в честь Успения Божией Матери г. Нижнего Новгорода» в благословение за усердные труды во славу Святой Церкви.